# Anacamptis gennarii
Anacamptis gennarii är en orkidéart som först beskrevs av Heinrich Gustav Reichenbach, och fick sitt nu gällande namn av H.Kretzschmar, Eccarius och Helga Dietrich. Anacamptis gennarii ingår i släktet salepsrötter, och familjen orkidéer. Inga underarter finns listade i Catalogue of Life.